# Kommunhuset i Burträsk
Kommunhuset i Burträsk är en byggnad i Burträsk som uppfördes som kommunhuset I dåvarande Burträsks landskommun. Byggnaden användes som kommunhus fram till 1974 då Burträsk kommun uppgick i Skellefteå kommun. 
År 2009 meddelades att fastighetskontoret fått i uppdrag att sälja både kommunhusen i Byske och i Burträsk eftersom de "inte längre [ansågs] vara strategiska i den långsiktiga planeringen". Efter att beslut om rivning fattats meddelades 2011 att byggnaden får stå kvar efter att den förvärvats av bolaget Navet AB vars ägare var norrmannen Odd Vidar Johannessen och dennes kompanjon  Gerhard Höglund. Priset för byggnaden var en krona och ett flertal hyreskontrakt var då redan färdigställda. En av hyresgästerna var då Studieförbundet Vuxenskolan. År 2020 såldes kommunhuset till familjeföretaget Joaw AB.